# کارلوتا خواکینا
کارلوتا خواکونیا (انگلیسی: Carlota Joaquina of Spain) همسر جان ششم پرتغال بود.